# Kościół św. Kazimierza w Lublinie
Kościół św. Kazimierza w Lublinie – barokowy kościół klasztorny reformatów w Lublinie. Świątynia znajdowała się przy dzisiejszej ul. Bernardyńskiej.

## Historia
Kościół został ufundowany wraz z przylegającym do niego klasztorem reformatów przez kasztelanową wileńską, Helenę z Prusinowskich Sapieżynę i kasztelana kamienieckiego, Mikołaja Bieganowskiego. Został wybudowany na lubelskim Żmigrodzie, w miejscu dawnego dworu Sapiehów, w stylu barokowym w latach 1663–1674. Była to skromna bezwieżowa i jednonawowa świątynia z węższym i niższym od nawy prezbiterium.
W 1720 roku kościół uległ pożarowi, po którym został odbudowany. W 1818 roku po zatargu lubelskich reformatów z księciem Józefem Zajączkiem klasztor został skasowany, a jego zabudowania przejął skarb państwa Królestwa Polskiego. Od 1820 roku budynki pokościelne służyły za koszary wojskowe i mieszkania dla lubelskiej biedoty. Po wykwaterowaniu wojska w latach 1844–1859 kościół wraz z klasztorem został przebudowany na destylarnię wódek, a następnie na browar przez Karola Vettera.
Na początku XX wieku dokonano modernizacji budynku w ramach rozbudowy browaru. W latach 50 XX wieku przeprowadzono remont obiektu. Kolejne prace konserwacyjne miały miejsce w latach 70. i 80. XX wieku. Do 2001 roku dawny kościół reformatów pełnił rolę magazynu.
Obecnie budynek dawnego kościoła wchodzi w skład kompleksu nieczynnego browaru Nr 2 w Lublinie i znajduje się pod zarządem spółki Perła – Browary Lubelskie.